# Rugby union vid olympiska sommarspelen 1920
Vid olympiska sommarspelen 1920 avgjordes en turnering i rugby union. Turneringen som enbart bestod av en match hölls den 5 september 1920 på Olympiastadion i Antwerpen. Totalt deltog 31 spelare från två länder. Länderna inom The Home Nations tyckte att tävlingen låg för tidigt på säsongen och valde därför att inte delta. Rumänien och Tjeckoslovakien drog sig ur i sista stund, vilket innebar att bara USA och Frankrike återstod.

## Medaljörer
| Spel                | Guld | Silver | Brons           |
| Herrarnas turnering | USA · Daniel Carroll · Charles Doe · George Fish · James Fitzpatrick · Joseph Hunter · Morris Kirksey · Charles Mehan · John Muldoon · John O'Neil · John Patrick · Erwin Righter · Rudolph Scholz · Dink Templeton · Charles Lee Tilden, Jr. · Heaton Wrenn · spelade inte · Colby Slater · James Winston | Frankrike · Édouard Bader · François Borde · Adolphe Bousquet · Jean Bruneval · Alphonse Castex · André Chilo · René Crabos · Curtet · Alfred Eluère · Jacques Forestier · Grenet · Maurice Labeyrie · Robert Levasseur · Pierre Petiteau · Raoul Thiercelin spelade inte · Raymond Berrurier | delades inte ut |

## Lagen

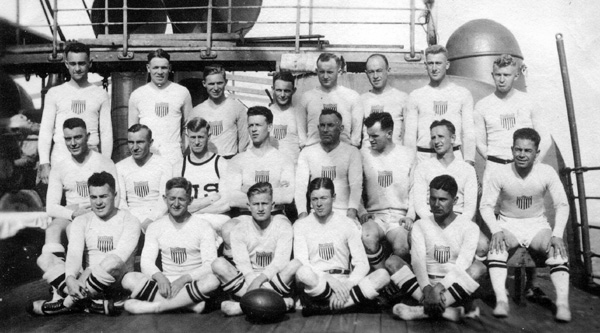
USA:s landslag

Det franska laget var sammansatt av spelare från fyra klubbar i Paris närområde, Racing Club de France, Olympique Paris, Club Athlétique des Sports Généraux och Sporting Club Universitaire de Paris. Det amerikanska laget bestod av spelare från de kaliforniska universiteten Stanford University, University of California och Santa Clara University. USA:s coach Daniell Carroll, som studerade vid Stanford, kom ursprungligen från Australien och hade spelat för laget som vann guld i London 1908 och blev vid dessa spel rugbyns första dubbla guldmedaljör.

## Matchen
Matchen spelades den 5 september, USA vann med 8 - 0 efter ett drop goal och ett försök, båda i andra halvlek.
|       | 5 september | USA                                  | 8 – 0                | Frankrike | Olympiastadion, Antwerpen |                |
| 18:00 | 18:00       | Dink Templeton (3) Joseph Hunter (5) | (0 – 0) Matchrapport |           | Publik: 55 000            | Publik: 55 000 |
| 18:00 | 18:00       |                                      |                      |           | Publik: 55 000            | Publik: 55 000 |
| 18:00 | 18:00       |                                      |                      |           | Publik: 55 000            | Publik: 55 000 |